# Lagerstroemia dielsiana
Lagerstroemia dielsiana är en fackelblomsväxtart som beskrevs av Mansfeld. Lagerstroemia dielsiana ingår i släktet Lagerstroemia och familjen fackelblomsväxter. Inga underarter finns listade i Catalogue of Life.